# Oecetis antennata
Oecetis antennata là một loài Trichoptera trong họ Leptoceridae. Chúng phân bố ở miền Cổ bắc.